# خازار
خازار هي واحدة من المناطق في باكو، أذربيجان. يبلغ تعدادها السكاني حوالي 170,400 نسمة.
منطقة خازار تحتوي على بلديات لباكو، بوزوفنا، كالا، ساجان، سوفيلان، توركان.
قبل إعادة تسميتها بقرار من برلمان أذربيجان في 11 مايو 2010.
المنطقة سميت بعزيز بيكوف من بعد مشادي بيكوف.